# Fergusoninidae
Famille
Les Fergusoninidae  sont une famille de diptères.

## Liste des genres
Selon Catalogue of Life (27 févr. 2013) :
- genre Fergusonina